# Álef (cardinales)

Álef 0, el más pequeño de todos los números transfinitos (cardinales).

En la teoría de conjuntos, álef ({\displaystyle \aleph }, primera letra del alfabeto hebreo) es un signo empleado para referirse a ciertos números transfinitos que de hecho resultan ser números ordinales iniciales y por tanto números cardinales. Fueron introducidos por primera vez por el matemático Georg Cantor.
En el análisis matemático, aparecen frecuentemente álef 0 y álef 1, aunque pueden definirse números transfinitos arbitrariamente grandes, más allá de estos dos. El cardinal álef 0 representa la cantidad de elementos de un conjunto infinito como el de los números naturales, y de hecho este cardinal es el número transfinito más pequeño. Georg Cantor, que inauguró la teoría de conjuntos, demostró que existían diferentes tipos de infinitos inconmensurables entre sí, y por tanto, no todos los conjuntos infinitos eran equipotentes. Cantor demostró que el conjunto de los números reales tenía "más elementos" que los números enteros (si bien ninguno de los dos conjuntos es finito, ambos diferían en su grado de "infinidad"). El número de elementos de la recta real se representó como {\displaystyle {\mathfrak {c}}} o {\displaystyle (\aleph _{1})}.
Puede probarse rigurosamente que dada la clase formada por todos los números ordinales, existe un único isomorfismo (de orden) entre esta clase y la clase de los cardinales transfinitos. Este isomorfismo, denotado como {\displaystyle \aleph }, se emplea en teoría de conjuntos para construir cardinales transfinitos arbitrariamente grandes. Dicho isomorfismo es un epimorfismo (isomorfismo suprayectivo) y, por tanto,  matemáticamente todos los cardinales transfinitos resultan ser un cardinal de tipo álef.

## Ejemplos de números álef

### Álef 0(ℵ0){\displaystyle (\aleph _{0})}
El más pequeño de todos los números transfinitos (cardinales), y el más simple de entender conceptualmente es {\displaystyle \aleph _{0}} (se lee como álef sub cero o álef cero). Este cardinal es el número de elementos del conjunto de los números naturales. En análisis matemático puede definirse de manera sencilla e intuitiva la clase de conjuntos numerables (conjuntos cuyo cardinal es {\displaystyle \aleph _{0}}). Cualquier conjunto que pueda ponerse en correspondencia biunívoca con los números naturales es un conjunto numerable. En términos prácticos, esto significa que los elementos de un conjunto numerable pueden "etiquetarse" como 1, 2, 3 ... de tal manera que a cada elemento de dicho conjunto le corresponda un número natural (y nada más que un número natural).
Más formalmente, dentro de la teoría axiomática de conjuntos de Zermelo-Fraenkel, el axioma del infinito postula la existencia de un conjunto infinito que puede equipararse fácilmente con los números naturales cuyo cardinal resulta ser {\displaystyle \aleph _{0}}.

### Álef 1(ℵ1){\displaystyle (\aleph _{1})}
En matemáticas, se define {\displaystyle \aleph _{1}} como el menor cardinal mayor que {\displaystyle \aleph _{0}}, es decir, el menor cardinal mayor que el cardinal del conjunto de los números naturales. Es decir, {\displaystyle \aleph _{1}} es el sucesor de {\displaystyle \aleph _{0}}, lo cual se escribe {\displaystyle \aleph _{1}=\aleph _{0}^{+}}.
En análisis matemático, se interpreta usualmente al cardinal {\displaystyle \aleph _{1}} como la cantidad de números reales, asumiendo como cierta la hipótesis del continuo. Para justificar esto se parte del teorema de Cantor. Este teorema afirma que el cardinal de {\displaystyle {\mathcal {P}}(\mathbb {N} )} es mayor que {\displaystyle \aleph _{0}}, donde {\displaystyle {\mbox{card}}({\mathcal {P}}(\mathbb {N} ))={\mbox{card}}(\mathbb {R} )} es el cardinal del conjunto potencia de los números naturales, que es exactamente el mismo que el cardinal de los números reales. Así pues,

{\displaystyle \aleph _{0}<{\mbox{card}}(\mathbb {R} ),}

lo que, considerando que {\displaystyle {\mbox{card}}(\mathbb {R} )=2^{\aleph _{0}}}, puede escribirse también así:

{\displaystyle \aleph _{0}<2^{\aleph _{0}}}

En la teoría ZFC, el axioma de elección permite probar que

{\displaystyle \aleph _{1}\leq 2^{\aleph _{0}},}

mientras que la hipótesis del continuo afirma que

{\displaystyle \aleph _{1}=2^{\aleph _{0}}},

es decir, que el cardinal de los números reales es exactamente {\displaystyle \aleph _{1}}. Sin embargo, los trabajos de Kurt Gödel (1938) y Paul Cohen (1963) demostraron que de hecho la hipótesis del continuo es indecidible dentro de la axiomática de Zermelo-Fraenkel (ZF) y por tanto la hipótesis del continuo no puede ser demostrada a partir de ZF (ni desconfirmada dentro de la teoría de conjuntos ordinaria dada por los axiomas ZF).

### Más allá de álef 1(ℵ1){\displaystyle (\aleph _{1})}
El teorema de Cantor sobre el conjunto potencia afirma que para cualquier conjunto A se cumple que:

{\displaystyle {\mbox{card}}(A)<{\mbox{card}}({\mathcal {P}}(A))}

Esto abre la posibilidad de que existan cardinales transfinitos mayores que {\displaystyle \aleph _{1}}. La hipótesis del continuo generalizada de hecho permite ordenar los cardinales transfinitos de manera sencilla, ya que en esencia afirma que:

{\displaystyle \forall n\geq 0:({\mbox{card}}(A)=\aleph _{n}\rightarrow {\mbox{card}}({\mathcal {P}}(A))=\aleph _{n+1})}

### Álef 2
El cardinal álef 2 {\displaystyle (\aleph _{2})} designa, asumiendo como válida la hipótesis del continuo generalizada, el cardinal transfinito del conjunto potencia de los números reales, y por tanto podría adoptarse como definición también {\displaystyle \aleph _{2}=2^{\aleph _{1}}}, por tanto, la cantidad de posibles subconjuntos de números reales sería {\displaystyle \aleph _{2}}. Igualmente aceptando la hipótesis del continuo generalizada, puede demostrarse que {\displaystyle \aleph _{2}} también es el cardinal del conjunto de todas las funciones reales ya que:

{\displaystyle {\aleph _{1}}^{\aleph _{1}}=2^{\aleph _{1}}=\aleph _{2}}

Mientras que las funciones continuas tienen cardinal {\displaystyle \aleph _{1}}, ya que 

{\displaystyle {\aleph _{1}}^{\aleph _{0}}=2^{\aleph _{0}}=\aleph _{1}<\aleph _{2}}.

Esto último se debe a que una función continua queda determinada si se especifica su valor sobre los números racionales, que son numerables y por tanto tienen {\displaystyle \aleph _{0}} como cardinal.
El conjunto de partes de cualquier espacio vectorial real o complejo de dimensión finita tiene también cardinal {\displaystyle \aleph _{2}}.

### Álef ω
En matemática, se define {\displaystyle \aleph _{\omega }} como el cardinal singular (cardinal no regular) más pequeño de todos. A diferencia de {\displaystyle \aleph _{\omega }}, los primeros cardinales transfinitos como {\displaystyle \aleph _{0},\aleph _{1},\aleph _{2},\dots } son todos ellos cardinales regulares. Otra propiedad notoria de {\displaystyle \aleph _{\omega }} es que es un cardinal que no es sucesor de ningún otro (a diferencia de lo que pasa con {\displaystyle \aleph _{n},\ n\in N,n\geq 1}), ya que su índice ω es un ordinal límite. El hecho de que {\displaystyle \aleph _{\omega }} sea el cardinal singular más pequeño posible significa que es el cardinal más pequeño tal que su cofinalidad es menor que el propio cardinal, es decir:

{\displaystyle \mathrm {cf} (\aleph _{\omega })<\aleph _{\omega }}

Dado que el ordinal ω coincide con el cardinal {\displaystyle \aleph _{0}} (los dos signos representan el mismo conjunto), técnicamente se podría escribir el cardinal {\displaystyle \aleph _{\omega }} como una aplicación reiterada de la función álef, es decir:

{\displaystyle \aleph _{\omega }=\aleph _{\aleph _{0}}}

Aunque esa manera de escribirlo no es tan común.

## Función álef
En teoría de conjuntos, la función álef es el único {\displaystyle \scriptstyle \in }-isomorfismo entre la clase de los ordinales {\displaystyle \mathrm {On} } y la clase de los cardinales infinitos {\displaystyle \mathrm {ICn} } es decir:

{\displaystyle \aleph :\mathrm {On} \to \mathrm {ICn} \subset \mathrm {On} }

Usualmente esta función se designa mediante {\displaystyle \aleph } aunque es común escribir su valor sobre un ordinal α como {\displaystyle \aleph _{\alpha }} más que como {\displaystyle \aleph (\alpha )}. Puede demostrarse que esta es una función normal, es decir, es una función monótona creciente y además continua (en el sentido de los ordinales).